# Euphorbia cozumelensis
Euphorbia cozumelensis är en törelväxtart som beskrevs av Charles Frederick Millspaugh. Euphorbia cozumelensis ingår i släktet törlar, och familjen törelväxter. Inga underarter finns listade i Catalogue of Life.